# Przepływ (psychologia)

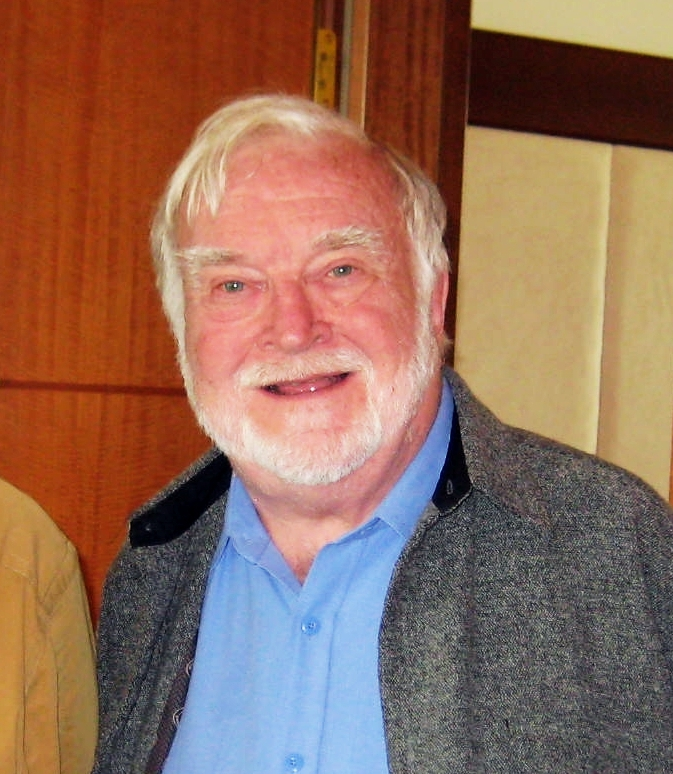
Mihály Csíkszentmihályi w 2010 roku

Przepływ (ang. flow, inaczej doznanie uniesienia, uskrzydlenie) – pojęcie z pogranicza psychologii pozytywnej i psychologii motywacji. Twórcą koncepcji jest Mihály Csíkszentmihályi, według którego flow jest stanem między satysfakcją a euforią, wywołany całkowitym oddaniem się jakiejś czynności.
Według autora słowem „przepływ” opisać można stan umysłu, w którym ludzie są tak skupieni podczas danego zadania, że wszystko inne wydaje się znikać. Milknie wewnętrzny dialog, zmienione jest poczucie czasu, motywacja zewnętrzna przestaje mieć znaczenie. Świadomość i uwaga są niepodzielnie skupione na wykonywanej czynności. Osoby doświadczające tego stanu często porównywały ten stan do bycia unoszonym przez wodę. Flow często odczuwane jest podczas takich zajęć jak wspinaczka górska, żeglarstwo, sport, tworzenie muzyki, joga czy medytacja, ale często przydarza się także osobom wykonującym pracę zawodową. Zagadnieniu warunków towarzyszących stanowi przepływu podczas pracy poświęcono w ostatnich latach wiele badań naukowych. 
Poczucie przepływu zaliczane jest do emocji pozytywnych, wzbudzanych przez teraźniejszość. W społeczności hackerów funkcjonuje określenie podobnego stanu nazywanego tryb hakowania (ang. hack mode).

## Początki badań nad przepływem
Mihály Csíkszentmihályi wykorzystywał metodę eksperymentalną wyrywkowej kontroli doznań (experience sampling
method, ESM). Osoby badane miały za zadanie nosić przy sobie otrzymane wcześniej elektroniczne pagery i rejestrować swoją aktywność, nastrój, myśli, uczucia i poziom zaangażowania, w chwili w której otrzymali sygnał od badacza.

## Cechy charakterystyczne przepływu

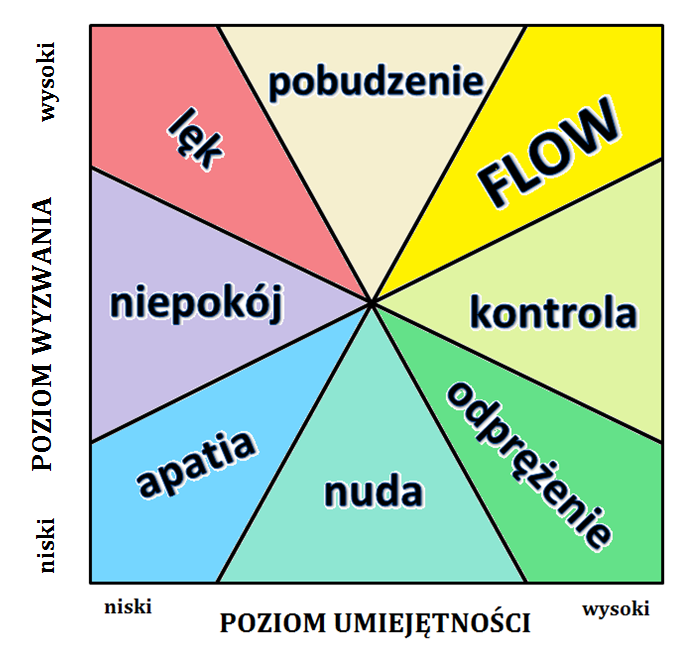
Wykres przedstawiający zależności pomiędzy poziomem posiadanych umiejętności a poziomem wyzwania według teorii przepływu Mihálya Csíkszentmihályi

Csíkszentmihályi, badając odczucie uskrzydlenia, wyróżnił szereg jego cech charakterystycznych, o których istnieniu zapewniali ludzie pogrążeni w angażującym ich działaniu. Zaliczył do nich następujące cechy, zwane też czasami składnikami przepływu:
1. Na każdym etapie działania pojawiają się wyraźne cele do zrealizowania. Każdy podejmowany krok przechodzi płynnie w kolejny, tak jakby czynność była z góry przez wykonującego zaplanowana. U wykonującego pojawia się odczucie pewności co w danym momencie powinno być zrobione.
2. Częste pojawianie się informacji zwrotnej co do prawidłowości realizacji działania. Informacje zwrotne przyjmowane są bez zbytniego przetwarzania oraz interpretacji, tak że w każdym momencie osoba działająca wie, bez zastanawiania się, co powinno być zrobione.
3. Istnienie równowagi pomiędzy poziomem umiejętności posiadanych przez działającego a stawianymi mu wymaganiami lub wyzwaniami. Człowiek ma poczucie panowania nad sytuacją pomimo wysokich wymagań, jakie są mu stawiane.
4. Całkowite skoncentrowanie uwagi na podejmowanej czynności. Skupienie przychodzi tutaj naturalnie i bez najmniejszego wysiłku. Skoncentrowanie uwagi jest dla człowieka doznającego przepływu jak oddychanie.
5. Wszelkie czynniki mogące zakłócać działanie pozostają poza obrębem uwagi działającego człowieka. Osoba wykonująca czynność skupiona jest tylko na tych elementach rzeczywistości, które są istotne z punktu widzenia wykonywania czynności.
6. Podczas doświadczania przepływu u działającego nie pojawia się obawa przed porażką. Osoba działająca jest zbyt skupiona na samej czynności, aby zastanawiać się nad ewentualnymi pozytywnymi, a także negatywnymi konsekwencjami swojego działania.
7. Utrata autorefleksyjności i samoświadomości. Istnieje w tym przypadku poczucie „stopienia się” człowieka z wykonywaną czynnością.
8. Następuje zaburzenie poczucia czasu. Człowiek pogrążony w czynności nie jest w stanie określić, jak długo ją wykonuje. Często mówi się w tym przypadku o tym, że godziny płyną jak minuty dla osoby podejmującej działanie.
9. Wykonywana czynność ma charakter aktywności autotelicznej, a więc zawierającej cel sam w sobie. Człowiek wykonując daną czynność nie zmierza do żadnego zewnętrznego rezultatu, ponieważ działanie staje się celem samym w sobie.

## Koncepcja przepływu jako koncepcja motywacyjna
Stan uskrzydlenia związany jest z pojęciem motywacji wewnętrznej, która wzbudza chęć podjęcia określonej czynności, dla samej radości z jej wykonywania. Człowiek nie koncentruje się na rezultacie, ewentualnych nagrodach lub karach, lecz całkowicie zatraca się w przyjemności, którą dostarcza mu dana aktywność. Stan przepływu pozwala zaspokoić wewnętrzne potrzeby umysłu, osiągnąć rozwój psychiczny, doświadczyć prawdziwego poczucia szczęścia i spełnienia.
Wiele okazji doświadczenia pozytywnego uskrzydlenia może zapewnić ludziom praca zgodna z ich indywidualnymi predyspozycjami, ponieważ to one skłaniają człowieka do zajmowania się daną aktywnością. W takim przypadku nagradzające jest samo poczucie satysfakcji z pełnego zaangażowania. 
Przepływ definiowany w ramach psychologii motywacji jest pod wieloma względami tożsamy z filozoficznym pojęciem Eudajmonia oraz opisanym przez Maslowa doświadczeniem mistycznym.